# 清水志摩子
清水 志摩子（しみず しまこ）は、日本の実業家。愛媛県八幡浜市出身。

## 略歴
本業はさいたま市の結婚式場を運営する株式会社清水園の代表取締役社長(2006年に61歳で就任)。
企業経営の傍ら、「全国商店街おかみさん会」（2004年にNPO法人化）理事長を務めるほか、2013年にはさいたま観光国際協会会長に就任（2019年退任）。2014年には日本政府が新たに設置したまち・ひと・しごと創生本部内の有識者会議委員に選ばれた。
また東京オリンピック・パラリンピック競技大会組織委員会の顧問会議にて顧問にも選ばれている。
その他、1995年、埼玉県働く女性のためのサポート推進事業委員。1996年、埼玉県文化振興基金審議員。1999年、NHK番組審議員。2004年、埼玉県公安委員会委員。
2010年、さいたまキワニスクラブ会長。2014年、陸上自衛隊大宮駐屯地協力会会長。北関東防衛施設地方審議会委員。関東財務局審議委員。ジェイコムさいたま審議委員。

## エピソード
父親は柔道家の道上伯。
テレビ埼玉『埼玉政財界人チャリティ歌謡祭』には、1992年の第1回放送より毎回出演を続けており、2023年（第31回）現在唯一全放送回に出演している。

## 出演
- 志摩子の部屋（J:COMさいたま）[8]